# Olympische Sommerspiele 2024/Judo – Mannschaft (Mixed)
Der Mixed-Mannschaftswettbewerb im Judo bei den Olympischen Spielen 2024 in Paris fand am 3. August 2024 statt. Schauplatz des Wettkampfs war die Arena Champs-de-Mars. Titelverteidiger war die französische Mannschaft, die im Finale überraschend gegen die damals gastgebenden Japaner gewannen. Immerhin ging Japan in Tokio mit neun, Frankreich nur mit zwei Olympiasiegern im Einzel in den Teamwettkampf.

## Titelträger
| Olympische Spiele 2020                       | Frankreich | Tokio          |
| Weltmeisterschaften 2024                     | Japan      | Abu Dhabi      |
| Afrikameisterschaften 2024                   | Ägypten    | Kairo          |
| Panamerika- und Ozeanienmeisterschaften 2024 | Brasilien  | Rio de Janeiro |
| Asienmeisterschaften 2024                    | Japan      | Hongkong       |
| Europameisterschaften 2024                   | Frankreich | Zagreb         |

## Qualifikation
Alle Nationen, die eine Mannschaft bestehend aus je drei Frauen und Männern an den Start bringen konnten, waren startberechtigt. Bei den Frauen mussten Athletinnen aus Gewichtsklassen bis 57 kg, bis 70 kg und über 70 kg teilnahmeberechtigt sein, bei den Männern mussten Sportler in den Gewichtsklassen bis 73 kg, bis 90 kg und über 90 kg vertreten sein. Das Gewichtslimit lag bei jeder Klasse 5 % über den regulären Limits. In einigen Gewichtsklassen wurden Wildcards vergeben, mit denen Nationen die Teilnahme am Mannschaftswettkampf ermöglicht werden sollte, wenn diese ansonsten knapp kein Sechser-Team an den Start bringen konnten.

## Ergebnisse
|  | 1. Runde             | 1. Runde    |            |   | Achtelfinale | Achtelfinale |  |  | Viertelfinale | Viertelfinale |  |  | Halbfinale | Halbfinale |  |  | Finale | Finale |
|  |                      |             |            |   |              |              |  |  |               |               |  |  |            |            |  |  |        |        |
|  |                      |             |            |   |              |              |  |  |               |               |  |  |            |            |  |  |        |        |
|  |                      |             |            |   |              |              |  |  |               |               |  |  |            |            |  |  |        |        |
|  |                      | Japan       | 4          |   |              |              |  |  |               |               |  |  |            |            |  |  |        |        |
|  |                      |             | 4          |   |              |              |  |  |               |               |  |  |            |            |  |  |        |        |
|  |                      |             | Spanien    | 3 |              |              |  |  |               |               |  |  |            |            |  |  |        |        |
|  | Spanien              | 4           | Spanien    | 3 |              |              |  |  |               |               |  |  |            |            |  |  |        |        |
|  | Spanien              | 4           |            |   |              |              |  |  |               |               |  |  |            |            |  |  |        |        |
|  | Refugee Olympic Team | 0           |            |   |              |              |  |  |               |               |  |  |            |            |  |  |        |        |
|  | Refugee Olympic Team | 0           | Japan      | 4 |              |              |  |  |               |               |  |  |            |            |  |  |        |        |
|  |                      |             |            |   |              |              |  |  |               |               |  |  |            |            |  |  |        |        |
|  |                      | Serbien     | 1          |   |              |              |  |  |               |               |  |  |            |            |  |  |        |        |
|  |                      | Serbien     | 1          |   |              |              |  |  |               |               |  |  |            |            |  |  |        |        |
|  |                      |             |            |   |              |              |  |  |               |               |  |  |            |            |  |  |        |        |
|  |                      |             |            |   |              |              |  |  |               |               |  |  |            |            |  |  |        |        |
|  |                      | Niederlande | 2          |   |              |              |  |  |               |               |  |  |            |            |  |  |        |        |
|  |                      |             | 2          |   |              |              |  |  |               |               |  |  |            |            |  |  |        |        |
|  |                      |             | Serbien    | 4 |              |              |  |  |               |               |  |  |            |            |  |  |        |        |
|  |                      |             | Serbien    | 4 |              |              |  |  |               |               |  |  |            |            |  |  |        |        |
|  |                      |             |            |   |              |              |  |  |               |               |  |  |            |            |  |  |        |        |
|  |                      |             |            |   |              |              |  |  |               |               |  |  |            |            |  |  |        |        |
|  | Japan                | 4           |            |   |              |              |  |  |               |               |  |  |            |            |  |  |        |        |
|  | Japan                | 4           |            |   |              |              |  |  |               |               |  |  |            |            |  |  |        |        |
|  |                      | Deutschland | 0          |   |              |              |  |  |               |               |  |  |            |            |  |  |        |        |
|  |                      | Deutschland | 0          |   |              |              |  |  |               |               |  |  |            |            |  |  |        |        |
|  |                      |             |            |   |              |              |  |  |               |               |  |  |            |            |  |  |        |        |
|  |                      |             |            |   |              |              |  |  |               |               |  |  |            |            |  |  |        |        |
|  |                      | Deutschland | 4          |   |              |              |  |  |               |               |  |  |            |            |  |  |        |        |
|  |                      |             | 4          |   |              |              |  |  |               |               |  |  |            |            |  |  |        |        |
|  |                      |             | Österreich | 2 |              |              |  |  |               |               |  |  |            |            |  |  |        |        |
|  |                      |             | Österreich | 2 |              |              |  |  |               |               |  |  |            |            |  |  |        |        |
|  |                      |             |            |   |              |              |  |  |               |               |  |  |            |            |  |  |        |        |
|  |                      |             |            |   |              |              |  |  |               |               |  |  |            |            |  |  |        |        |
|  | Deutschland          | 4           |            |   |              |              |  |  |               |               |  |  |            |            |  |  |        |        |
|  | Deutschland          | 4           |            |   |              |              |  |  |               |               |  |  |            |            |  |  |        |        |
|  |                      | Brasilien   | 3          |   |              |              |  |  |               |               |  |  |            |            |  |  |        |        |
|  |                      | Brasilien   | 3          |   |              |              |  |  |               |               |  |  |            |            |  |  |        |        |
|  |                      |             |            |   |              |              |  |  |               |               |  |  |            |            |  |  |        |        |
|  |                      |             |            |   |              |              |  |  |               |               |  |  |            |            |  |  |        |        |
|  |                      | Brasilien   | 4          |   |              |              |  |  |               |               |  |  |            |            |  |  |        |        |
|  |                      |             | 4          |   |              |              |  |  |               |               |  |  |            |            |  |  |        |        |
|  |                      |             | Kasachstan | 2 |              |              |  |  |               |               |  |  |            |            |  |  |        |        |
|  |                      |             | Kasachstan | 2 |              |              |  |  |               |               |  |  |            |            |  |  |        |        |
|  |                      |             |            |   |              |              |  |  |               |               |  |  |            |            |  |  |        |        |
|  |                      |             |            |   |              |              |  |  |               |               |  |  |            |            |  |  |        |        |
|  | Japan                | 3           |            |   |              |              |  |  |               |               |  |  |            |            |  |  |        |        |
|  | Japan                | 3           |            |   |              |              |  |  |               |               |  |  |            |            |  |  |        |        |
|  |                      | Frankreich  | 4          |   |              |              |  |  |               |               |  |  |            |            |  |  |        |        |
|  |                      | Frankreich  | 4          |   |              |              |  |  |               |               |  |  |            |            |  |  |        |        |
|  |                      |             |            |   |              |              |  |  |               |               |  |  |            |            |  |  |        |        |
|  |                      |             |            |   |              |              |  |  |               |               |  |  |            |            |  |  |        |        |
|  |                      | Frankreich  | 4          |   |              |              |  |  |               |               |  |  |            |            |  |  |        |        |
|  |                      |             | 4          |   |              |              |  |  |               |               |  |  |            |            |  |  |        |        |
|  |                      |             | Israel     | 0 |              |              |  |  |               |               |  |  |            |            |  |  |        |        |
|  | Mongolei             | 3           | Israel     | 0 |              |              |  |  |               |               |  |  |            |            |  |  |        |        |
|  | Mongolei             | 3           |            |   |              |              |  |  |               |               |  |  |            |            |  |  |        |        |
|  | Israel               | 4           |            |   |              |              |  |  |               |               |  |  |            |            |  |  |        |        |
|  | Israel               | 4           | Frankreich | 4 |              |              |  |  |               |               |  |  |            |            |  |  |        |        |
|  |                      |             |            |   |              |              |  |  |               |               |  |  |            |            |  |  |        |        |
|  |                      | Südkorea    | 1          |   |              |              |  |  |               |               |  |  |            |            |  |  |        |        |
|  |                      | Südkorea    | 1          |   |              |              |  |  |               |               |  |  |            |            |  |  |        |        |
|  |                      |             |            |   |              |              |  |  |               |               |  |  |            |            |  |  |        |        |
|  |                      |             |            |   |              |              |  |  |               |               |  |  |            |            |  |  |        |        |
|  |                      | Südkorea    | 4          |   |              |              |  |  |               |               |  |  |            |            |  |  |        |        |
|  |                      |             | 4          |   |              |              |  |  |               |               |  |  |            |            |  |  |        |        |
|  |                      |             | Türkei     | 1 |              |              |  |  |               |               |  |  |            |            |  |  |        |        |
|  |                      |             | Türkei     | 1 |              |              |  |  |               |               |  |  |            |            |  |  |        |        |
|  |                      |             |            |   |              |              |  |  |               |               |  |  |            |            |  |  |        |        |
|  |                      |             |            |   |              |              |  |  |               |               |  |  |            |            |  |  |        |        |
|  | Frankreich           | 4           |            |   |              |              |  |  |               |               |  |  |            |            |  |  |        |        |
|  | Frankreich           | 4           |            |   |              |              |  |  |               |               |  |  |            |            |  |  |        |        |
|  |                      | Italien     | 1          |   |              |              |  |  |               |               |  |  |            |            |  |  |        |        |
|  |                      | Italien     | 1          |   |              |              |  |  |               |               |  |  |            |            |  |  |        |        |
|  |                      |             |            |   |              |              |  |  |               |               |  |  |            |            |  |  |        |        |
|  |                      |             |            |   |              |              |  |  |               |               |  |  |            |            |  |  |        |        |
|  |                      | Georgien    | 3          |   |              |              |  |  |               |               |  |  |            |            |  |  |        |        |
|  |                      |             | 3          |   |              |              |  |  |               |               |  |  |            |            |  |  |        |        |
|  |                      |             | Italien    | 4 |              |              |  |  |               |               |  |  |            |            |  |  |        |        |
|  | Italien              | 4           | Italien    | 4 |              |              |  |  |               |               |  |  |            |            |  |  |        |        |
|  | Italien              | 4           |            |   |              |              |  |  |               |               |  |  |            |            |  |  |        |        |
|  | Ungarn               | 1           |            |   |              |              |  |  |               |               |  |  |            |            |  |  |        |        |
|  | Ungarn               | 1           | Italien    | 4 |              |              |  |  |               |               |  |  |            |            |  |  |        |        |
|  |                      |             |            |   |              |              |  |  |               |               |  |  |            |            |  |  |        |        |
|  |                      | Usbekistan  | 2          |   |              |              |  |  |               |               |  |  |            |            |  |  |        |        |
|  |                      | Usbekistan  | 2          |   |              |              |  |  |               |               |  |  |            |            |  |  |        |        |
|  |                      |             |            |   |              |              |  |  |               |               |  |  |            |            |  |  |        |        |
|  |                      |             |            |   |              |              |  |  |               |               |  |  |            |            |  |  |        |        |
|  |                      | Usbekistan  | 4          |   |              |              |  |  |               |               |  |  |            |            |  |  |        |        |
|  |                      |             | 4          |   |              |              |  |  |               |               |  |  |            |            |  |  |        |        |
|  |                      |             | Kanada     | 0 |              |              |  |  |               |               |  |  |            |            |  |  |        |        |
|  |                      |             | Kanada     | 0 |              |              |  |  |               |               |  |  |            |            |  |  |        |        |
|  |                      |             |            |   |              |              |  |  |               |               |  |  |            |            |  |  |        |        |
|  |                      |             |            |   |              |              |  |  |               |               |  |  |            |            |  |  |        |        |

|  | Hoffnungsrunde | Hoffnungsrunde |  |  | Kampf um Bronze | Kampf um Bronze |
|  |                |                |  |  |                 |                 |
|  | Serbien        | 1              |  |  |                 |                 |
|  | Brasilien      | 4              |  |  | Brasilien       | 4               |
|  |                |                |  |  | Italien         | 3               |

|  | Hoffnungsrunde | Hoffnungsrunde |  |  | Kampf um Bronze | Kampf um Bronze |
|  |                |                |  |  |                 |                 |
|  | Südkorea       | 4              |  |  |                 |                 |
|  | Usbekistan     | 2              |  |  | Südkorea        | 4               |
|  |                |                |  |  | Deutschland     | 3               |

## Kämpfe

### 1. Runde

#### Spanien – Refugee Olympic Team
| Klasse        | Spanien                 | Ergebnis    | Refugee Olympic Team     | Gesamtergebnis |
| ------------- | ----------------------- | ----------- | ------------------------ | -------------- |
| Männer +90 kg | Nikoloz Sherazadishvili | 10s0 : 00s1 | Adnan Khankan            | 1 : 0          |
| Frauen -57 kg | Ariane Toro             | 10s0 : 00s0 | Muna Dahouk              | 2 : 0          |
| Männer -73 kg | David García Torné      | 10s1 : 00s1 | Mohammad Rashnonezhad    | 3 : 0          |
| Frauen -70 kg | Cristina Cabaña         | 10s0 : 00s0 | Nigara Shaheen           | 4 : 0          |
| Männer -90 kg | Tristani Mosakhlishvili | —           | Sibghatullah Arab        | —              |
| Frauen +70 kg | Ai Tsunoda              | —           | Mahboubeh Barbari Zharfi | —              |

#### Mongolei – Israel
| Klasse        | Mongolei                    | Ergebnis    | Israel            | Gesamtergebnis |
| ------------- | --------------------------- | ----------- | ----------------- | -------------- |
| Männer +90 kg | Batchujagiin Gontschigsüren | 01s0 : 10s0 | Peter Paltchik    | 0 : 1          |
| Frauen -57 kg | Lchagwasürengiin Sosorbaram | 00s2 : 10s1 | Timna Nelson-Levy | 0 : 2          |
| Männer -73 kg | Jondonperenlein Baschüü     | 00s1 : 10s2 | Tohar Butbul      | 0 : 3          |
| Frauen -70 kg | Lchagwatogoogiin Enchriilen | 10s2 : 00s3 | Gili Sharir       | 1 : 3          |
| Männer -90 kg | Batdsajaagiin Erdenebajar   | 10s2 — 00s1 | Sagi Muki         | 2 : 3          |
| Frauen +70 kg | Amarsaichany Adjjaasüren    | 01s0 — 00s0 | Raz Hershko       | 3 : 3          |
| Männer -90 kg | Batdsajaagiin Erdenebajar   | 00s1 : 01s0 | Sagi Muki         | 3 : 4          |

#### Italien – Ungarn
| Klasse        | Italien           | Ergebnis    | Ungarn          | Gesamtergebnis |
| ------------- | ----------------- | ----------- | --------------- | -------------- |
| Männer +90 kg | Gennaro Pirelli   | 01s0 : 00s1 | Zsombor Vég     | 1 : 0          |
| Frauen -57 kg | Veronica Toniolo  | 10s1 : 00s2 | Réka Pupp       | 2 : 0          |
| Männer -73 kg | Manuel Lombardo   | 10s0 : 00s3 | Bence Pongrácz  | 3 : 0          |
| Frauen -70 kg | Kim Polling       | 00s2 : 01s0 | Szofi Özbas     | 3 : 1          |
| Männer -90 kg | Christian Parlati | 10s0 : 00s2 | Krisztián Tóth  | 4 : 1          |
| Frauen +70 kg | Asya Tavano       | —           | Szabina Gercsák | —              |

### Achtelfinale

#### Japan – Spanien
| Klasse        | Japan            | Ergebnis    | Spanien                 | Gesamtergebnis |
| ------------- | ---------------- | ----------- | ----------------------- | -------------- |
| Frauen -57 kg | Uta Abe          | 10s1 : 01s1 | Ariane Toro             | 1 : 0          |
| Männer -73 kg | Soichi Hashimoto | 00s0 : 10s0 | Salvador Cases          | 1 : 1          |
| Frauen -70 kg | Miku Takaichi    | 10s0 : 00s1 | Cristina Cabaña         | 2 : 1          |
| Männer -90 kg | Sanshiro Murao   | 01s1 : 00s1 | Tristani Mosakhlishvili | 3 : 1          |
| Frauen +70 kg | Rika Takayama    | 00s3 : 10s1 | Ai Tsunoda              | 3 — 2          |
| Männer +90 kg | Tatsuru Saitō    | 00s0 : 01s0 | Nikoloz Sherazadishvili | 3 — 3          |
| Frauen -70 kg | Miku Takaichi    | 10s0 : 00s1 | Cristina Cabaña         | 4 : 3          |

#### Niederlande – Serbien
| Klasse        | Niederlande         | Ergebnis    | Serbien           | Gesamtergebnis |
| ------------- | ------------------- | ----------- | ----------------- | -------------- |
| Frauen -57 kg | Julie Beurskens     | 10s0 : 00s0 | Milica Nikolić    | 1 : 0          |
| Männer -73 kg | Tornike Tsjakadoea  | 00s1 : 10s0 | Strahinja Bunčić  | 1 : 1          |
| Frauen -70 kg | Joanne van Lieshout | 10s0 : 00s0 | Marica Perišić    | 2 : 1          |
| Männer -90 kg | Noël van ’t End     | 00s3 : 10s2 | Nemanja Majdov    | 2 : 2          |
| Frauen +70 kg | Marit Kamps         | 00s0 : 10s0 | Milica Žabić      | 2 : 3          |
| Männer +90 kg | Michael Korrel      | 00s3 : 10s2 | Aleksandar Kukolj | 2 : 4          |

#### Deutschland – Österreich
| Klasse        | Deutschland      | Ergebnis    | Österreich          | Gesamtergebnis |
| ------------- | ---------------- | ----------- | ------------------- | -------------- |
| Frauen -57 kg | Pauline Starke   | 10s0 : 00s0 | Katharina Tanzer    | 1 : 0          |
| Männer -73 kg | Igor Wandtke     | 00s1 : 10s1 | Samuel Gassner      | 1 : 1          |
| Frauen -70 kg | Miriam Butkereit | 10s0 : 00s3 | Lubjana Piovesana   | 2 : 1          |
| Männer -90 kg | Eduard Trippel   | 10s0 : 00s3 | Wachid Borchashvili | 3 : 1          |
| Frauen +70 kg | Renée Lucht      | 11s1 : 00s1 | Michaela Polleres   | 4 : 1          |
| Männer +90 kg | Erik Abramov     | —           | Aaron Fara          | —              |

#### Kasachstan – Brasilien
| Klasse        | Kasachstan             | Ergebnis    | Brasilien          | Gesamtergebnis |
| ------------- | ---------------------- | ----------- | ------------------ | -------------- |
| Frauen -57 kg | Abiba Abuschakynowa    | 00s1 : 11s1 | Rafaela Silva      | 0 : 1          |
| Männer -73 kg | Danijar Schamschajew   | 10s2 : 01s2 | Daniel Cargnin     | 1 : 1          |
| Frauen -70 kg | Jesmigül Kujulowa      | 00s0 : 10s0 | Ketleyn Quadros    | 1 : 2          |
| Männer -90 kg | Abylaichan Schubanasar | 10s1 : 01s2 | Rafael Macedo      | 2 : 2          |
| Frauen +70 kg | Kamila Berlikasch      | 00s1 : 01s0 | Beatriz Souza      | 2 : 3          |
| Männer +90 kg | Nurlychan Scharchan    | 01s1 : 11s0 | Leonardo Gonçalves | 2 : 4          |

#### Frankreich – Israel
| Klasse        | Frankreich                | Ergebnis    | Israel            | Gesamtergebnis |
| ------------- | ------------------------- | ----------- | ----------------- | -------------- |
| Frauen -57 kg | Sarah Léonie Cysique      | 10s0 : 01s0 | Timna Nelson-Levy | 1 : 0          |
| Männer -73 kg | Joan-Benjamin Gaba        | 10s1 : 00s3 | Tohar Butbul      | 2 : 0          |
| Frauen -70 kg | Marie-Ève Gahié           | 10s0 : 00s1 | Gili Sharir       | 3 : 0          |
| Männer -90 kg | Maxime-Gaël Ngayap Hambou | 10s0 : 00s2 | Sagi Muki         | 4 : 0          |
| Frauen +70 kg | Romane Dicko              | —           | Raz Hershko       | —              |
| Männer +90 kg | Teddy Riner               | —           | Peter Paltchik    | —              |

#### Südkorea – Türkei
| Klasse        | Südkorea     | Ergebnis    | Türkei            | Gesamtergebnis |
| ------------- | ------------ | ----------- | ----------------- | -------------- |
| Frauen -57 kg | Huh Mi-mi    | 10s0 : 00s0 | Tuğçe Beder       | 1 : 0          |
| Männer -73 kg | An Ba-ul     | 10s1 : 00s0 | Muhammed Demirel  | 2 : 0          |
| Frauen -70 kg | Kim Ji-su    | 11s1 : 00s1 | Fidan Ögel        | 3 : 0          |
| Männer -90 kg | Han Ju-yeop  | 00s0 : 10s0 | Mihael Žgank      | 3 : 1          |
| Frauen +70 kg | Kim Ha-yun   | 01s2 : 00s2 | Kayra Özdemir     | 4 : 1          |
| Männer +90 kg | Kim Min-jong | —           | İbrahim Tataroğlu | —              |

#### Georgien – Italien
| Klasse        | Georgien                 | Ergebnis    | Italien           | Gesamtergebnis |
| ------------- | ------------------------ | ----------- | ----------------- | -------------- |
| Frauen -57 kg | Eteri Liparteliani       | 10s0 : 00s0 | Odette Giuffrida  | 1 : 0          |
| Männer -73 kg | Lascha Schawdatuaschwili | 00s2 : 10s2 | Manuel Lombardo   | 1 : 1          |
| Frauen -70 kg | Eter Askilaschwili       | 00s1 : 10s0 | Kim Polling       | 1 : 2          |
| Männer -90 kg | Lasha Bekauri            | 10s1 : 00s0 | Christian Parlati | 2 : 2          |
| Frauen +70 kg | Sopio Somchischwili      | 00s3 : 10s1 | Alice Bellandi    | 2 : 3          |
| Männer +90 kg | Ilia Sulamanidse         | 10s2 : 00s1 | Gennaro Pirelli   | 3 : 3          |
| Männer -73 kg | Lascha Schawdatuaschwili | 00s1 : 01s0 | Manuel Lombardo   | 3 : 4          |

#### Usbekistan – Kanada
| Klasse        | Usbekistan           | Ergebnis    | Kanada                      | Gesamtergebnis |
| ------------- | -------------------- | ----------- | --------------------------- | -------------- |
| Frauen -57 kg | Shukurjon Aminova    | 10s2 : 00s3 | Christa Deguchi             | 1 : 0          |
| Männer -73 kg | Murodjon Yuldoshev   | 01s1 : 00s0 | Arthur Margelidon           | 2 : 0          |
| Frauen -70 kg | Gulnoza Matniyazova  | 10s1 : 00s0 | Catherine Beauchemin-Pinard | 3 : 0          |
| Männer -90 kg | Davlat Bobonov       | 01s2 : 00s0 | François Gauthier-Drapeau   | 4 : 0          |
| Frauen +70 kg | Irisxon Qurbonboyeva | —           | Ana Laura Portuondo-Isasi   | —              |
| Männer +90 kg | Alisher Yusupov      | —           | Shady El Nahas              | —              |

### Viertelfinale

#### Japan – Serbien
| Klasse        | Japan           | Ergebnis    | Serbien           | Gesamtergebnis |
| ------------- | --------------- | ----------- | ----------------- | -------------- |
| Männer -73 kg | Hifumi Abe      | 10s1 : 00s2 | Strahinja Bunčić  | 1 : 0          |
| Frauen -70 kg | Saki Niizoe     | 11s1 : 00s1 | Marica Perišić    | 2 : 0          |
| Männer -90 kg | Takanori Nagase | 10s1 : 00s3 | Nemanja Majdov    | 3 : 0          |
| Frauen +70 kg | Rika Takayama   | 00s1 : 10s0 | Milica Žabić      | 3 : 1          |
| Männer +90 kg | Aaron Wolf      | 10s2 : 00s2 | Aleksandar Kukolj | 4 : 1          |
| Frauen -57 kg | Haruka Funakubo | —           | Milica Nikolić    | —              |

#### Deutschland – Brasilien
| Klasse        | Deutschland      | Ergebnis    | Brasilien          | Gesamtergebnis |
| ------------- | ---------------- | ----------- | ------------------ | -------------- |
| Männer -73 kg | Igor Wandtke     | 10s2 : 00s1 | Daniel Cargnin     | 1 : 0          |
| Frauen -70 kg | Miriam Butkereit | 10s0 : 00s0 | Ketleyn Quadros    | 2 : 0          |
| Männer -90 kg | Eduard Trippel   | 01s1 : 10s1 | Rafael Macedo      | 2 : 1          |
| Frauen +70 kg | Renée Lucht      | 00s2 : 01s2 | Beatriz Souza      | 2 : 2          |
| Männer +90 kg | Erik Abramov     | 10s0 : 00s0 | Leonardo Gonçalves | 3 : 2          |
| Frauen -57 kg | Pauline Starke   | 00s0 : 10s0 | Rafaela Silva      | 3 : 3          |
| Männer +90 kg | Erik Abramov     | 01s0 : 00s0 | Leonardo Gonçalves | 4 : 3          |

#### Frankreich – Südkorea
| Klasse        | Frankreich                | Ergebnis    | Südkorea      | Gesamtergebnis |
| ------------- | ------------------------- | ----------- | ------------- | -------------- |
| Männer -73 kg | Joan-Benjamin Gaba        | 10s1 : 00s3 | An Ba-ul      | 1 : 0          |
| Frauen -70 kg | Marie-Ève Gahié           | 00s0 : 10s0 | Kim Ji-su     | 1 : 1          |
| Männer -90 kg | Maxime-Gaël Ngayap Hambou | 11s1 : 01s1 | Han Ju-yeop   | 2 : 1          |
| Frauen +70 kg | Romane Dicko              | 10s0 : 00s1 | Kim Ha-yun    | 3 : 1          |
| Männer +90 kg | Teddy Riner               | 10s0 : 00s0 | Lee Joon-hwan | 4 : 1          |
| Frauen -57 kg | Sarah Léonie Cysique      | —           | Huh Mi-mi     | —              |

#### Italien – Usbekistan
| Klasse        | Italien           | Ergebnis    | Usbekistan           | Gesamtergebnis |
| ------------- | ----------------- | ----------- | -------------------- | -------------- |
| Männer -73 kg | Manuel Lombardo   | 00s2 : 10s1 | Murodjon Yuldoshev   | 0 : 1          |
| Frauen -70 kg | Savita Russo      | 00s1 : 01s0 | Gulnoza Matniyazova  | 0 : 2          |
| Männer -90 kg | Christian Parlati | 10s2 : 00s2 | Davlat Bobonov       | 1 : 2          |
| Frauen +70 kg | Alice Bellandi    | 10s1 : 00s1 | Irisxon Qurbonboyeva | 2 : 2          |
| Männer +90 kg | Gennaro Pirelli   | 10s1 : 00s0 | Alisher Yusupov      | 3 : 2          |
| Frauen -57 kg | Veronica Toniolo  | 10s2 : 00s3 | Shukurjon Aminova    | 4 : 2          |

### Hoffnungsrunde

#### Serbien – Brasilien
| Klasse        | Serbien           | Ergebnis    | Brasilien       | Gesamtergebnis |
| ------------- | ----------------- | ----------- | --------------- | -------------- |
| Frauen -70 kg | Marica Perišić    | 00s0 : 11s0 | Ketleyn Quadros | 0 : 1          |
| Männer -90 kg | Nemanja Majdov    | 00s3 : 10s1 | Rafael Macedo   | 0 : 2          |
| Frauen +70 kg | Milica Žabić      | 10s0 : 01s0 | Beatriz Souza   | 1 : 2          |
| Männer +90 kg | Aleksandar Kukolj | 00s3 : 10s2 | Rafael Silva    | 1 : 3          |
| Frauen -57 kg | Milica Nikolić    | 00s2 : 11s0 | Rafaela Silva   | 1 : 4          |
| Männer -73 kg | Strahinja Bunčić  | —           | Willian Lima    | —              |

#### Südkorea – Usbekistan
| Klasse        | Südkorea      | Ergebnis    | Usbekistan           | Gesamtergebnis |
| ------------- | ------------- | ----------- | -------------------- | -------------- |
| Frauen -70 kg | Kim Ji-su     | 00s0 : 10s0 | Gulnoza Matniyazova  | 0 : 1          |
| Männer –90 kg | Lee Joon-hwan | 10s0 : 00s3 | Davlat Bobonov       | 1 : 1          |
| Frauen +70 kg | Kim Ha-yun    | 10s0 : 01s1 | Irisxon Qurbonboyeva | 2 : 1          |
| Männer +90 kg | Kim Min-jong  | 11s1 : 00s0 | Alisher Yusupov      | 3 : 1          |
| Frauen -57 kg | Huh Mi-mi     | 00s0 : 10s0 | Diyora Keldiyorova   | 3 : 2          |
| Männer -73 kg | An Ba-ul      | 10s2 :00s3  | Murodjon Yuldoshev   | 4 : 2          |

### Halbfinale

#### Japan – Deutschland
| Klasse        | Japan            | Ergebnis    | Deutschland      | Gesamtergebnis |
| ------------- | ---------------- | ----------- | ---------------- | -------------- |
| Frauen -70 kg | Saki Niizoe      | 01s1 : 00s2 | Miriam Butkereit | 1 : 0          |
| Männer -90 kg | Sanshiro Murao   | 10s1 : 00s0 | Eduard Trippel   | 2 : 0          |
| Frauen +70 kg | Rika Takayama    | 10s0 : 00s1 | Renée Lucht      | 3 : 0          |
| Männer +90 kg | Aaron Wolf       | 11s0 : 00s0 | Erik Abramov     | 4 : 0          |
| Frauen -57 kg | Haruka Funakubo  | —           | Pauline Starke   | —              |
| Männer -73 kg | Soichi Hashimoto | —           | Igor Wandtke     | —              |

#### Frankreich – Italien
| Klasse         | Frankreich                | Ergebnis    | Italien           | Gesamtergebnis |
| -------------- | ------------------------- | ----------- | ----------------- | -------------- |
| Frauen -70 kg  | Marie-Ève Gahié           | 10s0 : 00s0 | Kim Polling       | 1 : 0          |
| Männer -90 kg  | Maxime-Gaël Ngayap Hambou | 00s3 : 10s0 | Christian Parlati | 1 : 1          |
| Frauen + 70 kg | Romane Dicko              | 10s0 : 00s0 | Alice Bellandi    | 2 : 1          |
| Männer +90 kg  | Teddy Riner               | 10s2 : 00s3 | Gennaro Pirelli   | 3 : 1          |
| Frauen -57 kg  | Sarah Léonie Cysique      | 01s1 : 00s2 | Odette Giuffrida  | 4 : 1          |
| Männer -73 kg  | Joan-Benjamin Gaba        | —           | Manuel Lombardo   | —              |

### Kämpfe um Bronze

#### Brasilien – Italien
| Klasse        | Brasilien          | Ergebnis    | Italien           | Gesamtergebnis |
| ------------- | ------------------ | ----------- | ----------------- | -------------- |
| Männer -90 kg | Rafael Macedo      | 10s2 : 00s1 | Christian Parlati | 1 : 0          |
| Frauen +70 kg | Beatriz Souza      | 10s0 : 00s0 | Asya Tavano       | 2 : 0          |
| Männer +90 kg | Leonardo Gonçalves | 00s2 : 01s0 | Gennaro Pirelli   | 2 : 1          |
| Frauen -57 kg | Rafaela Silva      | 11s0 : 00s1 | Veronica Toniolo  | 3 : 1          |
| Männer -73 kg | Willian Lima       | 00s1 : 10s2 | Manuel Lombardo   | 3 : 2          |
| Frauen -70 kg | Ketleyn Quadros    | 01s1 : 10s0 | Savita Russo      | 3 : 3          |
| Frauen -57 kg | Rafaela Silva      | 01s0 : 00s0 | Veronica Toniolo  | 4 : 3          |

#### Südkorea – Deutschland
| Klasse        | Südkorea      | Ergebnis    | Deutschland      | Gesamtergebnis |
| ------------- | ------------- | ----------- | ---------------- | -------------- |
| Männer -90 kg | Lee Joon-hwan | 00s0 : 10s0 | Eduard Trippel   | 0 – 1          |
| Frauen +70 kg | Kim Ha-yun    | 10s0 : 00s0 | Renée Lucht      | 1 : 1          |
| Männer +90 kg | Kim Min-jong  | 10s1 : 01s2 | Erik Abramov     | 2 : 1          |
| Frauen -57 kg | Huh Mi-mi     | 10s1 : 00s0 | Pauline Starke   | 3 : 1          |
| Männer -73 kg | An Ba-ul      | 00s2 : 01s1 | Igor Wandtke     | 3 : 2          |
| Frauen -70 kg | Kim Ji-su     | 00s0 : 10s0 | Miriam Butkereit | 3 : 3          |
| Männer -73 kg | An Ba-ul      | 10s1 : 00s3 | Igor Wandtke     | 4 : 3          |

### Finale: Japan – Frankreich
| Klasse        | Japan           | Ergebnis    | Frankreich                | Gesamtergebnis |
| ------------- | --------------- | ----------- | ------------------------- | -------------- |
| Männer -90 kg | Sanshiro Murao  | 10s0 : 00s0 | Maxime-Gaël Ngayap Hambou | 1 : 0          |
| Frauen +70 kg | Rika Takayama   | 01s2 : 00s0 | Romane Dicko              | 2 : 0          |
| Männer +90 kg | Tatsuru Saitō   | 00s2 : 10s1 | Teddy Riner               | 2 : 1          |
| Frauen -57 kg | Natsumi Tsunoda | 10s1 : 00s1 | Sarah Léonie Cysique      | 3 : 1          |
| Männer -73 kg | Hifumi Abe      | 00s1 : 10s2 | Joan-Benjamin Gaba        | 3 : 2          |
| Frauen -70 kg | Miku Takaichi   | 00s0 : 01s0 | Clarisse Agbegnenou       | 3 : 3          |
| Männer +90 kg | Tatsuru Saitō   | 00s2 : 10s2 | Teddy Riner               | 3 : 4          |